# Johan Fontin
Johan Fontin, född 1678 i Ålands församling, död 1 januari 1751 i Tärna församling, var en svensk präst.

## Biografi
Johan Fontin föddes 1678 på Källevad i Ålands församling. Han blev 1692 student vid Uppsala universitet och prästvigdes 1704. Han blev 1704 komminister i Litslena församling och 1728 kyrkoherde i Tärna församling. Fontin avled 1751 i Tärna församling och begravdes 5 februari samma år.

### Familj
Fontin var gift med Christina Kietzling (född 1676). Hon var dotter till regementsauditören Kietzling. Christina Kietzling var änka efter komministern Strenberg i Strängnäs. Fontin och Kietzling fick tillsammans barnen Christina Elisabeth Fontin som var gift med komministern O. Collinder i Tärna församling, två söner och två döttrar.